# David Schildknecht

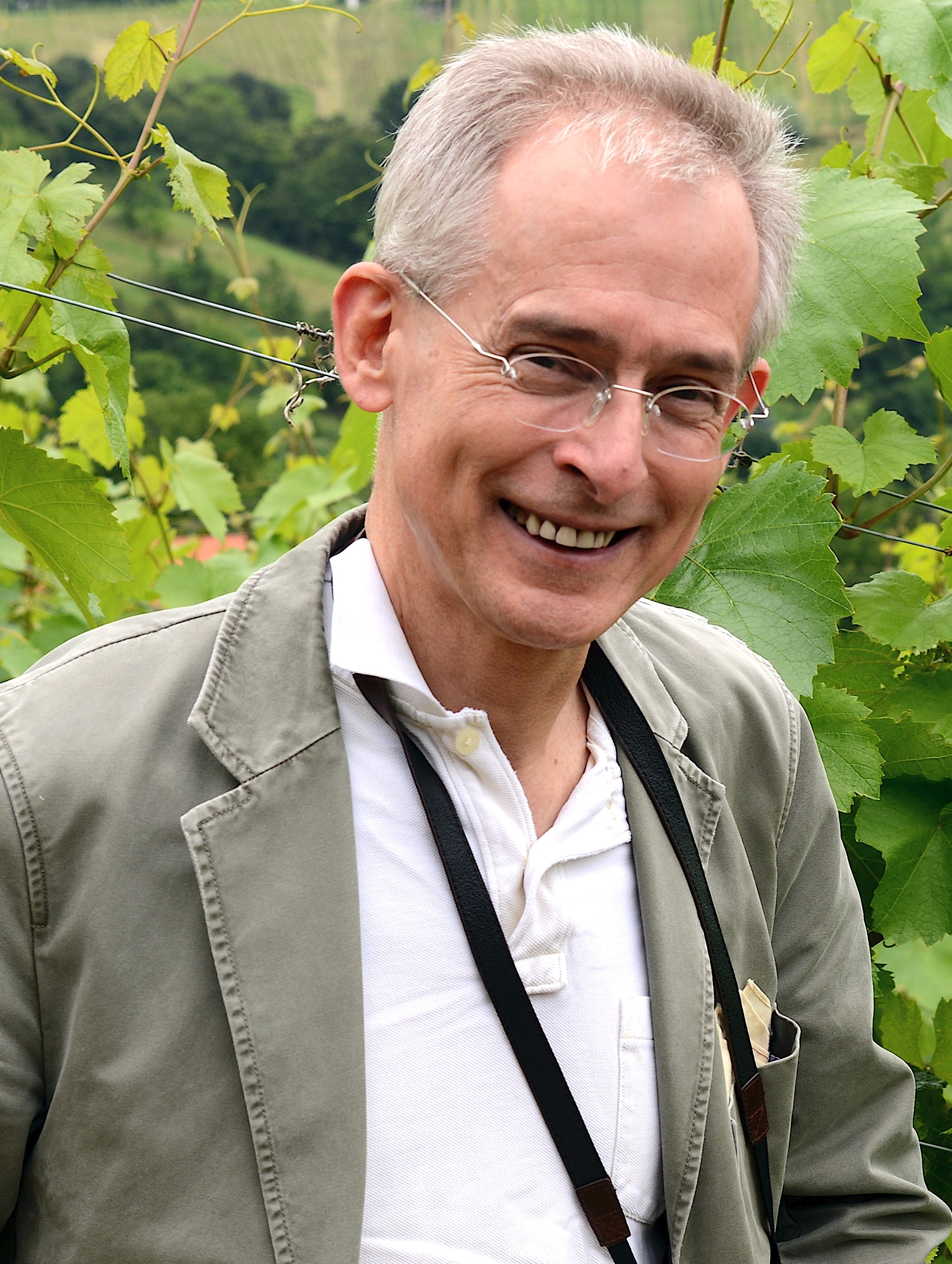
David Schildknecht, 2014

David Schildknecht ist ein US-amerikanischer Weinkritiker. Er zählt weltweit zu den prominentesten Persönlichkeiten im Umfeld der Weinpublizistik und Weinkritik.

## Leben
Über seine einstige Beschäftigung als Restaurantmanager ergaben sich für Schildknecht in den ausgehenden 1970er-Jahren spezielle Berührungspunkte mit der Weinszene. Weinhändler und Weinimporteur für französische Weine waren weitere berufliche Stationen, ehe er sich der Weinpublizistik zuwandte. Nachdem Schildknecht zuvor ab 1986 publizistisch für Steve Tanzer’s Magazin International Wine Cellar tätig gewesen war und sich seit den 1980er-Jahren mit seinen Veröffentlichungen über deutsche, österreichische und ungarische Weine einen Namen gemacht hatte, arbeitete er von 2005 bis 2014 als Mitarbeiter von Robert Parker, dem zu jener Zeit einflussreichsten Weinkritiker der Welt. Für das von Parker herausgegebene Periodikum The Wine Advocate bewertete Schildknecht die Weine in Deutschland, Österreich und Frankreich außerhalb von Bordeaux. Die Weinbranche in diesen Ländern profitierte insofern von Schildknechts Publikationen, als die von ihm im Wine Advocate vorgenommenen Bewertungen dazu führten, dass so manche Weinbaubetriebe aus diesen Ländern, und damit auch die Weinregionen selbst, international verstärkt wahrgenommen wurden.
Seit seinem Ausscheiden aus dem Parker-Team im Jahr 2014 verkostet Schildknecht Weine aus Deutschland, Österreich und Teilen Frankreichs für Vinous von Antonio Galloni. Er ist jangjähriger Kolumnist und Autor für das Wine & Spirits-Magazin, für The World of Fine Wine und für das österreichische Vinaria-Magazin. Außerdem ist er verantwortlich für die deutschen Einträge in der vierten Auflage des Werks The Oxford Companion to Wine. Er ist auch Co-Autor der siebten Auflage von Robert Parkers Wine Buyer’s Guide.
Der bedeutende US-amerikanische Weinautor Eric Asimov bezeichnete Schildknecht als „einen der gelehrtesten und aufmerksamsten Weinautoren überhaupt“. Auch die einflussreiche britische Weinautorin Jancis Robinson hob seine intellektuelle Herangehensweise besonders hervor.

## Auszeichnungen
- 2006: Steinfederpreis für Weinpublizistik
- 2017: „Riesling Fellow“ – Auszeichnung durch das Deutsche Weininstitut[7]